# Набережная реки Мойки
Набережная реки Мо́йки — набережная в Санкт-Петербурге, проходящая вдоль реки Мойки до Большой Невы.

## История

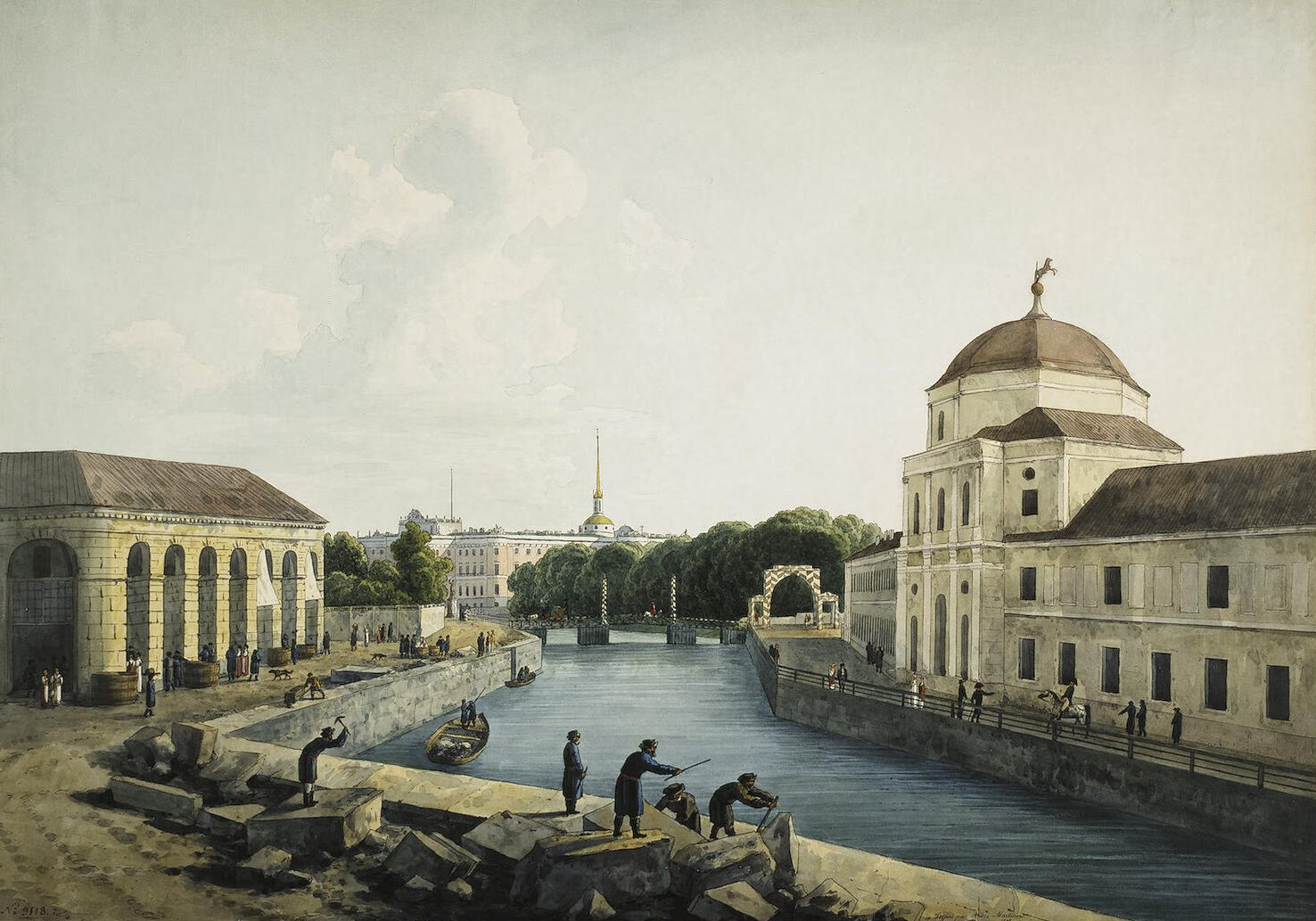
А. Е. Мартынов «Вид реки Мойки со стороны Императорских конюшен». Серия «Виды Петербурга». Бумага, акварель, тушь. 60×86 см. Государственный Эрмитаж. Дар художника императору Александру I (1810)

20 апреля 1738 года две части набережной правого берега получили названия Набережная Немецкая и Набережная Гостиная улицы с границей между ними по Зимней канавке. Первое из этих имён связано с Немецкой слободой, располагавшейся вдоль Большой Немецкой (ныне Миллионной улицы), второе — с Гостиным двором, находившимся в ту пору на углу Невской перспективы, на месте дома 59. Первое название в обиходе не употреблялось, а вот второе существовало вплоть до конца XVIII столетия.
20 августа 1739 года получила название и набережная левого берега — Набережная Конюшенная улица, по Конюшенному двору, размещавшемуся между рекой и одноимённой площадью. По плану набережная должна была идти от Фонтанки (чего в действительности не было) до Пряжки. Это имя тоже применялось до конца XVIII века.
На правой стороне реки в 1770-е годы возникли два других названия: Греческая и Ледокольная улицы, с границей уже по Невскому проспекту, хотя иногда по старой памяти её проводили и по Зимней канавке. Греческая — в память о Греческой слободе, до пожара 1737 года помещавшейся между Мойкой и Миллионной улицей на участке от Большого луга (Марсово поле) до будущего Мошкова переулка. Греческая улица начиналась от Царицына (бывшего Большого) луга; в начале XIX века наименование сохранялось только на малом участке от Аптекарского до Мошкова переулка. Ледокольная была названа так, поскольку здесь горожане зимой кололи лёд для бытовых нужд. В 1820-е годы, когда обоих названий уже не было, имя Ледокольный переулок ещё бытовало на участке между Синим мостом и Почтамтским переулком.
До 1828 года набережная (под разными именами) продолжалась до Крюкова канала, лишь потом этот участок отошёл к Большой Морской улице.
Название Набережная реки Мойки известно с 1774 года, а регулярно стало употребляться с начала XIX века. В это же время появился и последний участок левой стороны — западнее реки Пряжки. Первое время его обычно включали в состав Лесной набережной, проходившей вдоль Невы на Матисовом острове и позже упразднённой.

## География
По левому берегу набережная начинается от канала Грибоедова и идёт почти до конца (выезд к Неве в 1930-е годы был перекрыт Адмиралтейским заводом), по правому берегу она отходит от Фонтанки и сразу за Фонарным мостом вливается в Большую Морскую улицу (по сути, улица является набережной).

## Примечательные здания и сооружения

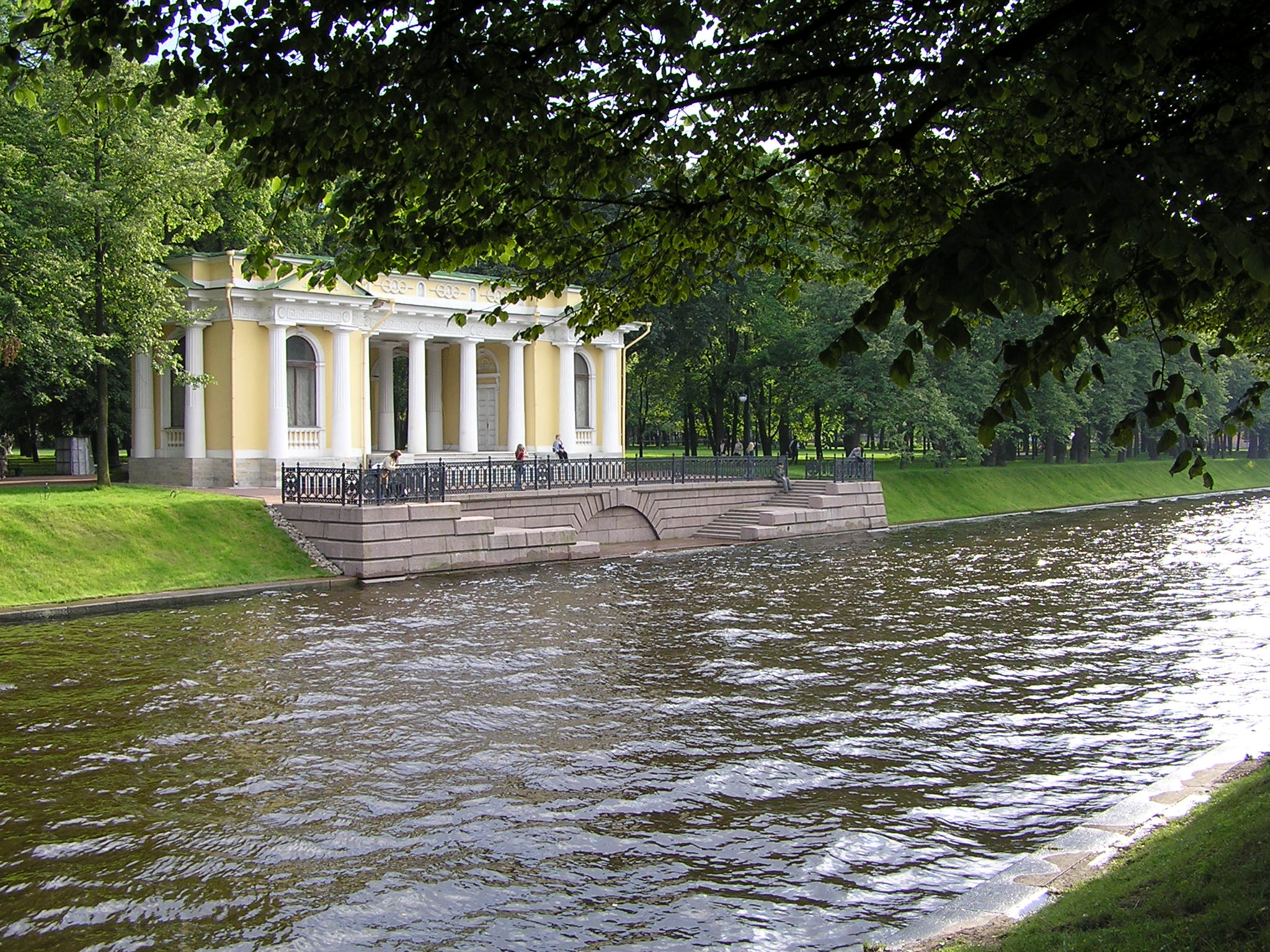
Набережная Мойки у Михайловского сада

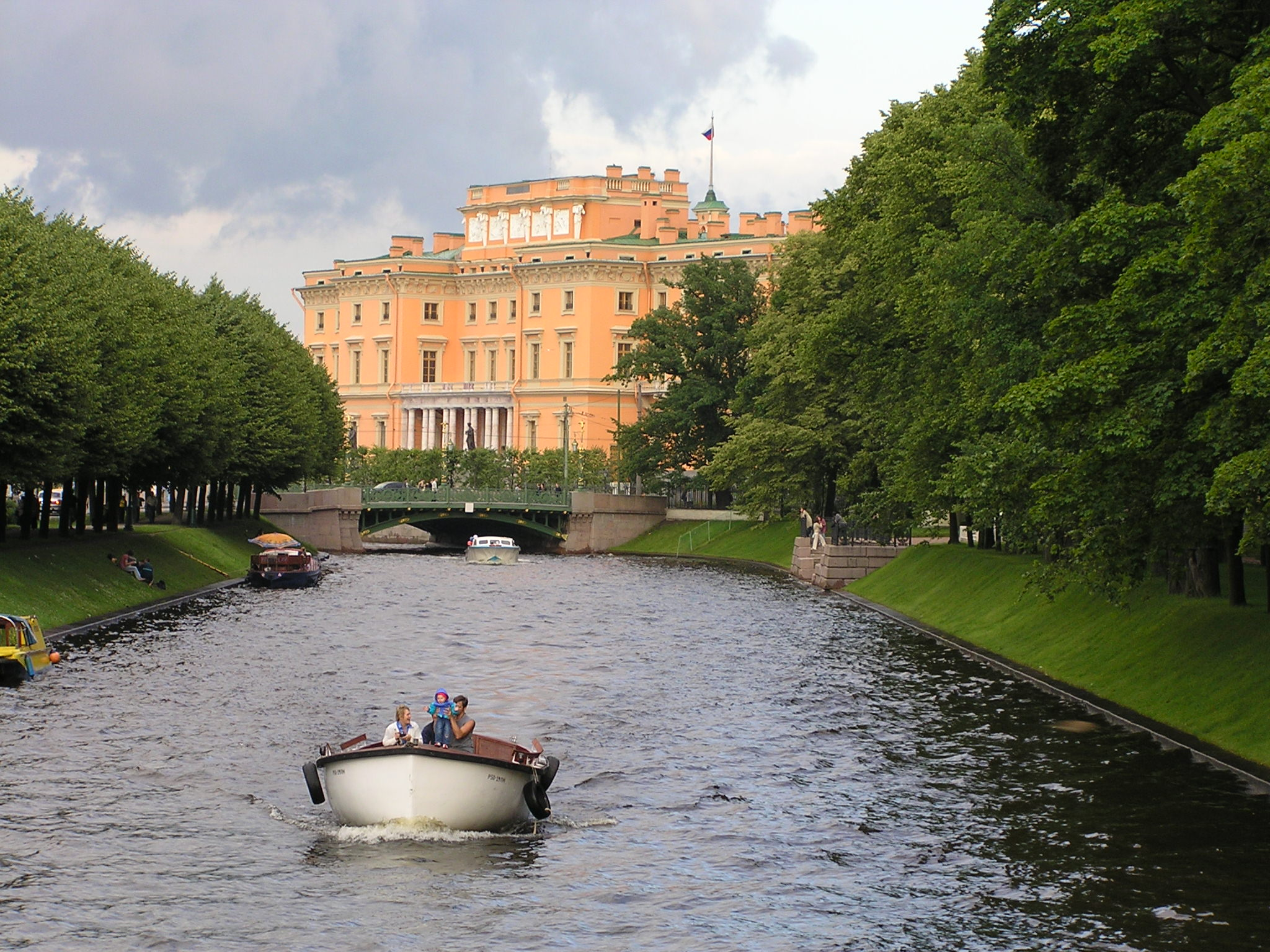
Вид на Инженерный замок

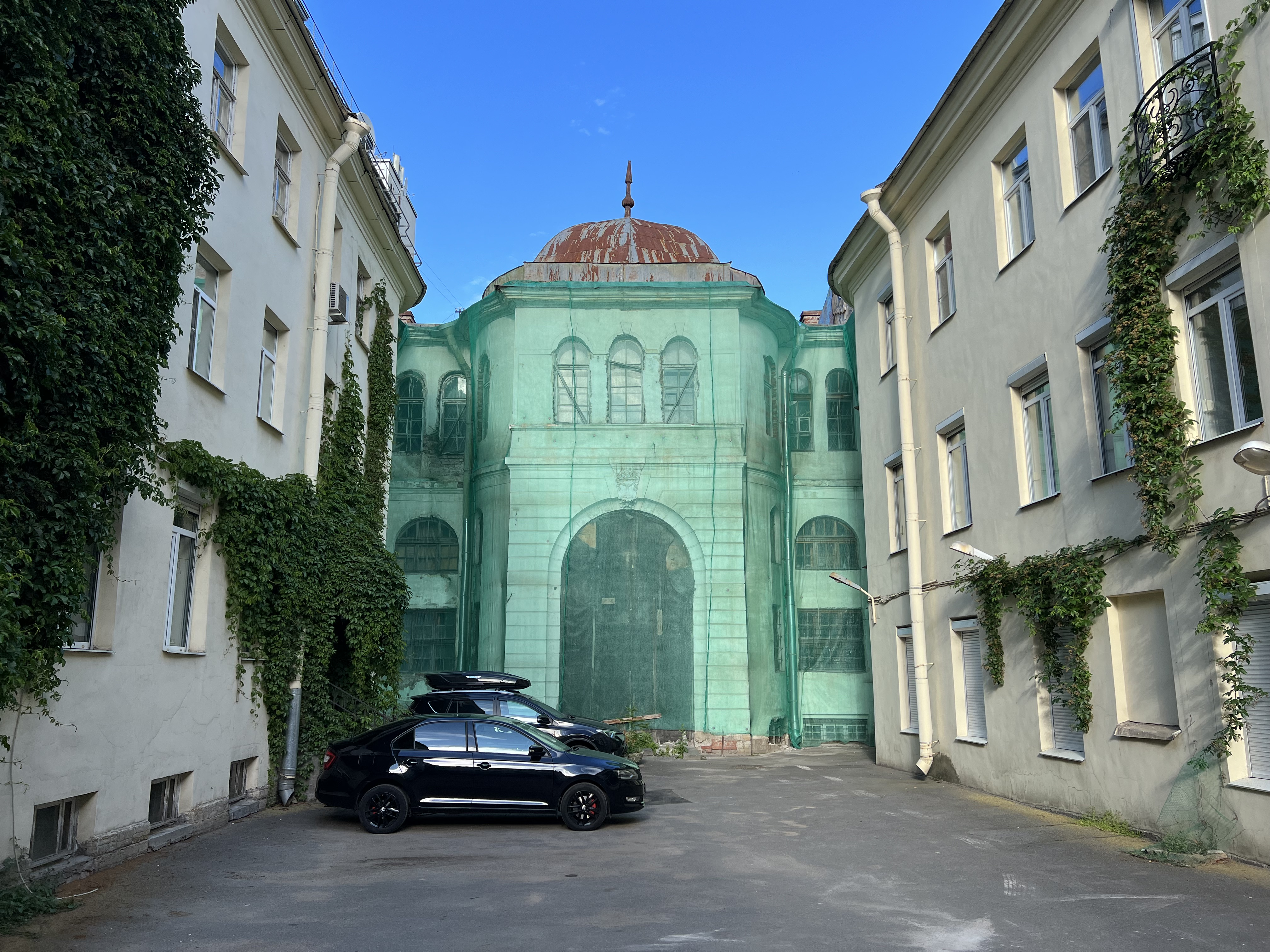
Здание ресторана Донон во дворе дома 24 на набережной Мойки

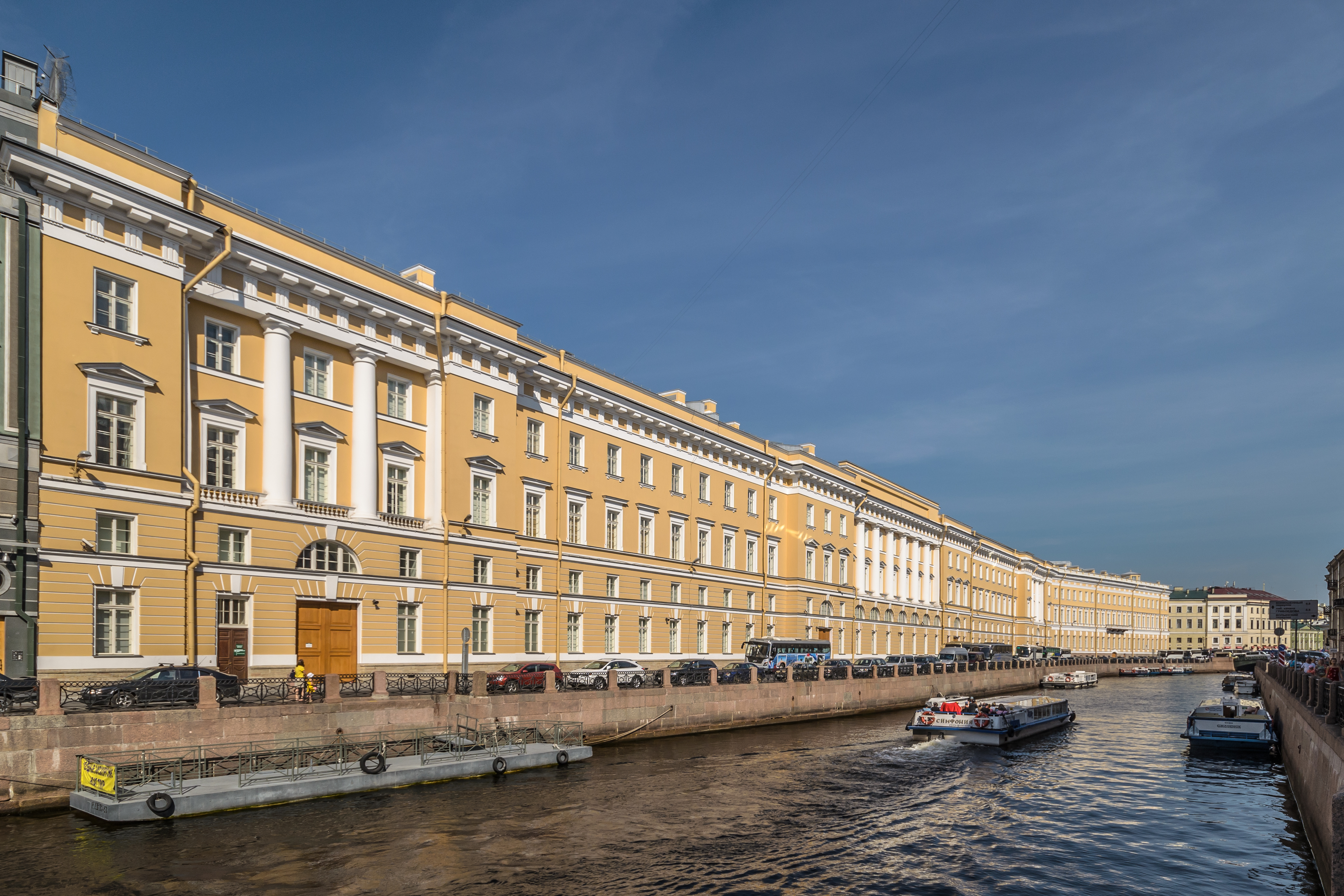
Здание Главного штаба, фасад по набережной Мойки

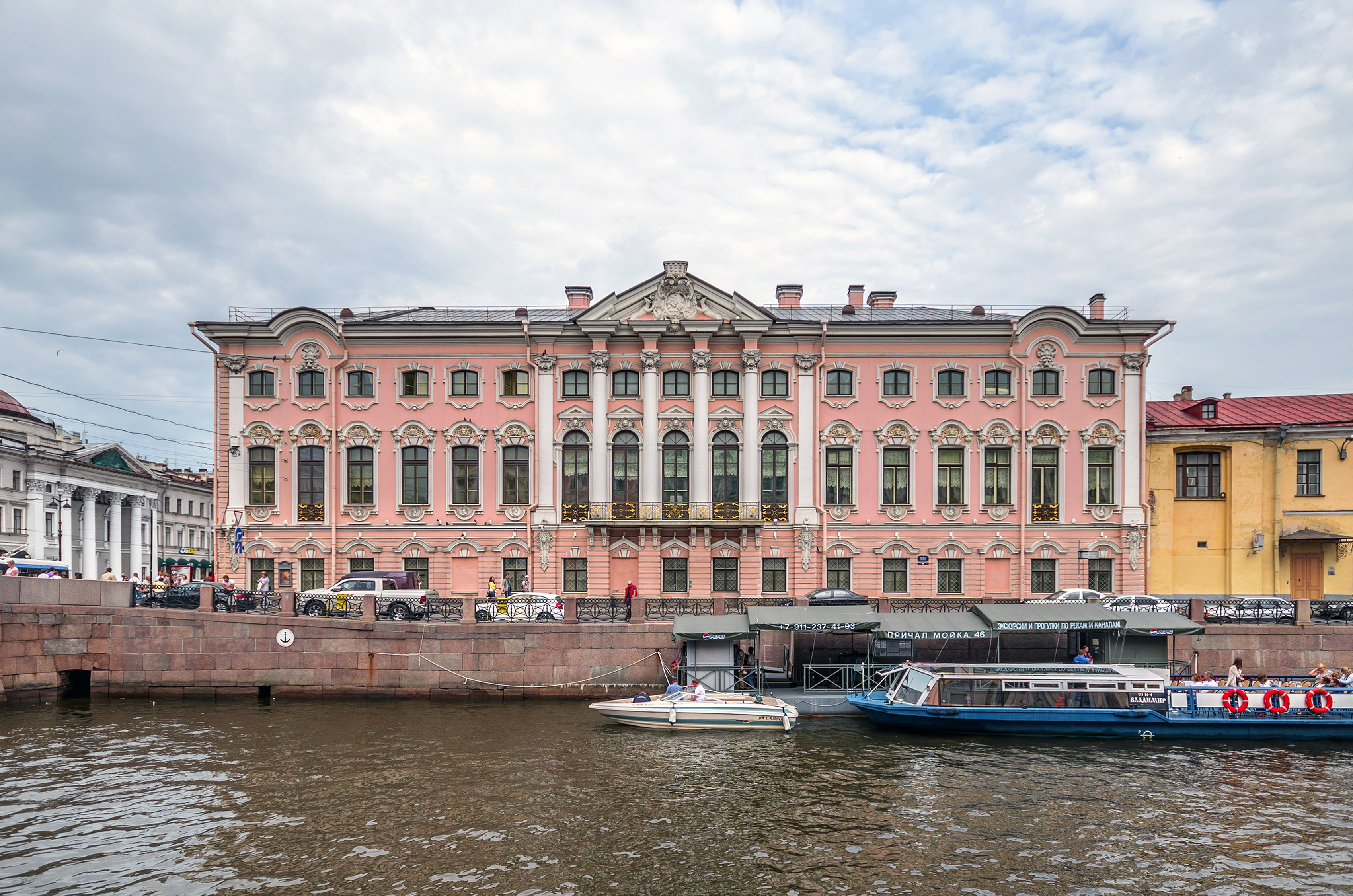
Строгановский дворец

Появившийся в 1711 году искусственный участок Мойки пролегает между Летним садом и Михайловским замком. Замок был построен в 1797—1801 годы (архитекторы В. И. Баженов, В. Бренна). В конце этого участка от Мойки отходит идущая вдоль западного края Летнего сада Лебяжья канавка.
Далее на левый берег Мойки выходит Михайловский сад с павильоном Росси (1825 год), а справа располагается бывший Царицын луг — Марсово поле. На углу Марсова поля и набережной Мойки в 1823—1827 годах по проекту архитектора Доменико Адамини был построен так называемый дом Адамини.
Почти напротив него находится тройной мост, перекинутый сразу и через Мойку (Мало-Конюшенный мост), и через канал Грибоедова (Театральный мост).
- бывшая Греческая слобода
- Дом № 3 — Здание Круглого рынка (1790-е годы, архитектор Джакомо Кваренги)
- Дом № 4 — здание Конюшенного ведомства (главный фасад выходит на Конюшенную площадь)
- Дом № 7 / Миллионная улица, 8 — доходный дом Н. Б. Глинки-Маврина. Архитектор — А. К. Голосуев. Оформление фасада — Г. П. Хржонстовский. (Включены существовавшие строения)
- Дом № 12 — музей-квартира А. С. Пушкина (последняя квартира поэта), с 1906 года квартиру занимало Отделение по охране общественной безопасности и спокойствия.  7810584000
- Дом № 14 — дом, в котором жил Иван Иванович Пущин, сейчас здесь располагается гостиница «PushkaInn».  7831180000
- Дом № 16 — дом, в котором жил композитор В. Е. Баснер[1]. Особняк Жадимировских — Дом Демидовых. Владела Надежда Егоровна урождённая Жадимировская, жена полковника Евгения Николаевича Демидова. Эклектика, XVIII в. — автор не установлен, перестройка в 1849 — арх. Диммерт Егор Иванович.
- Дом № 20 — Певческая капелла (архитектор Л. Н. Бенуа).  7810585000
- Дом № 21 — особняк князя С. С. Абамелек-Лазарева[2]. Построен в 1735—1737 годах, перестроен в 1907 году по проекту В. С. Воротилова.
- Дом № 22 — «Kempinski Hotel Moika 22»
- Дом № 23 — второй особняк князя С. С. Абамелек-Лазарева[2]. Построен на месте предшествовавшего здания в 1913—1915 годах по проекту И. А. Фомина.
- Дом № 24 — доходный дом Калугиных, построенный между 1803 и 1820 гг. Памятник архитектуры регионального значения: с 1849 по 1917 год во дворе здания располагался известный ресторан «Донон» (в глубине двора видна часть здания ресторана, построенная в 1913 г. архитектором А. И. фон Гоген[3]). В конце XX века в бывшем здании ресторана располагался театр Михаила Боярского «Бенефис»[4]. 23 апреля 2008 г. здание было продано с торгов располагавшемуся по соседству отелю Kempinski[5].  7831181001
- Дом № 25 — особняк А. И. Эбелинг, 1720-е гг., 1803 г., архитектор Луиджи Руска. В этом доме жил директор Государственного Эрмитажа Б. Б. Пиотровский. 7831179000
- Дом № 29 — японское консульство.
- Дом № 30 — Дом П. Ф. Скрипицына (Дом Корсаковой), 1841 г., архитектор П. А. Дютиль (?).  7831182000
- Дом № 31—33 — Доходный дом Н. П. Ферзена, год постройки 1914—1915, стиль неоклассицизм, (архитектор П. М. Макаров). В доме жил А. А. Собчак (1990-2000), в честь чего установлена мемориальная доска. В доме проживают актёр и певец М.С. Боярский и Л.Р. Луппиан.
- Дом № 32 — Типография Министерства внутренних дел (Доходный дом А. А. Суворина).  7802725000
- Здание Главного штаба (архитектор К. И. Росси).
- Дом № 35 — дом А. А. Аракчеева, 1797—1799 гг., архитектор Ф. И. Демерцов. В этом здании проживал с отцом выдающийся учёный А. А. Фридман. 7810586000
- Дом № 46 / Невский проспект, 17 — Строгановский дворец (архитектор Ф.-Б. Растрелли).

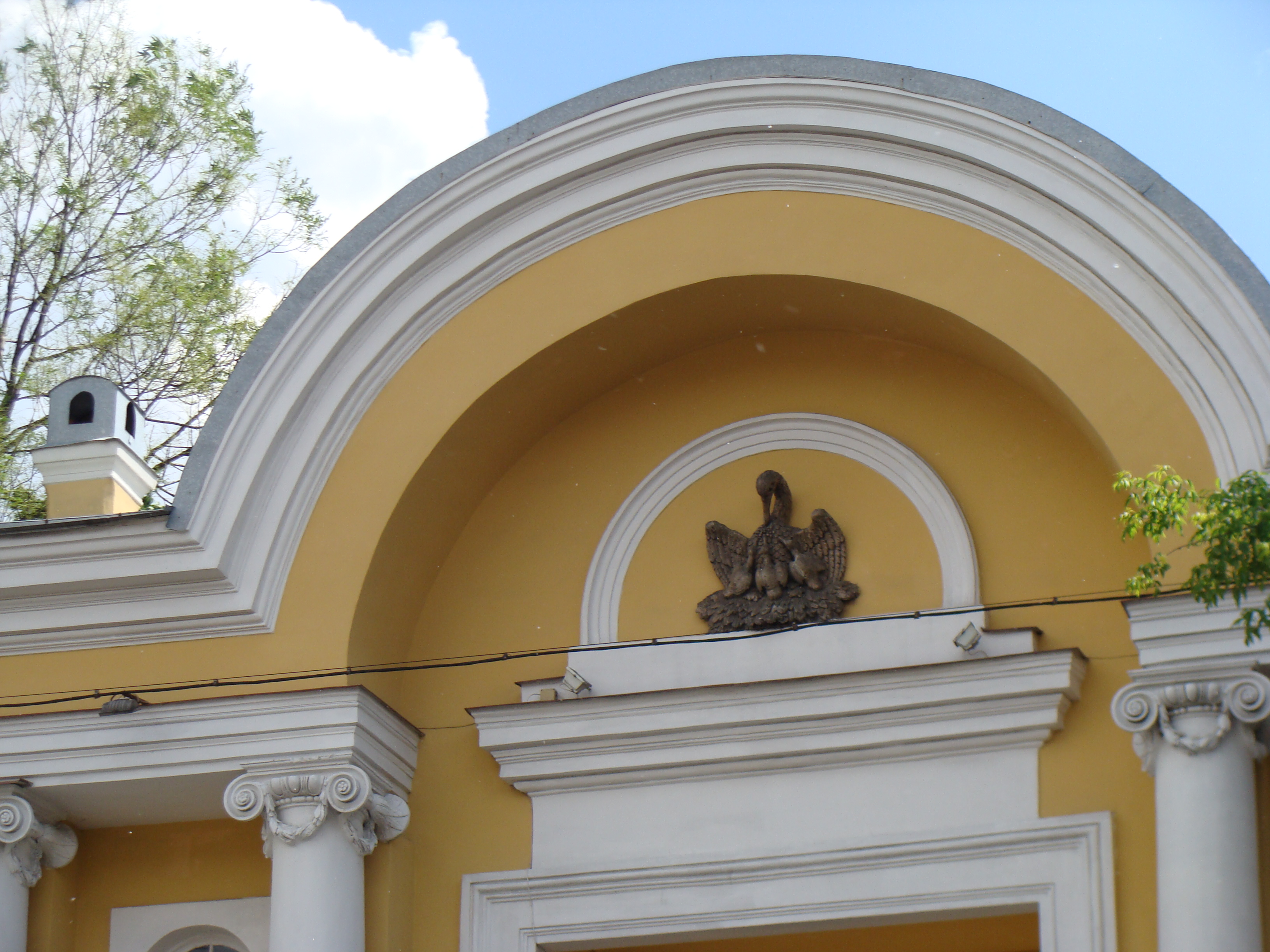
Изображение пеликана на воротах РГПУ им. А. И. Герцена

- Дом № 48 — дворец К. Г. Разумовского (архитекторы А. Ф. Кокоринов, Ж.-Б. Валлен-Деламот). В 1797 году сюда с Миллионной улицы переехал Петербургский Воспитательный дом. В 1834 году в здании разместилось сиротское отделение (с 1837 года — Николаевский сиротский институт). В 1918 году здесь расположился Педагогический институт.  7810587000

На воротах при входе во двор с Мойки помещено изображение пеликана, кормящего птенцов. Пеликан был символом воспитательного дома и остался символом университета. Изображения этой птицы можно увидеть и на фронтонах 1, 2 и 6 учебных корпусов. Лепка исполнена по рисункам Джакомо Кваренги.
Во дворе 30 июня 1961 года был открыт памятник К. Д. Ушинскому работы скульптора В. В. Лишева.
- Дом № 52 — также относящееся к Педагогическому университету здание бывшего Петербургского Воспитательного дома. Построено в начале XIX века, приобретено для Воспитательного дома в 1834 году. Перестроено в 1839—1843 годах по проекту архитектора П. С. Плавова. В 1871—1872 годах по проекту П. К. Нотбека была построена домовая церковь Воспитательного дома.

В 1868 году во дворе был установлен бюст Ивана Ивановича Бецкого — государственного деятеля, реформатора образования в России, человека, основавшего как Воспитательный дом в Москве, так и Петербургский Воспитательный дом — по образцу Московского. Кроме того при Петербургском Воспитательном доме Бецкой учредил вдовью и сохранную казны, в основу которых легли сделанные им щедрые пожертвования. Бюст Бецкого во дворе Воспитательного дома — увеличенная копия, выполненная скульптором Н. А. Лаврецким с оригинала Я. И. Земельгака (1803 год).
В 1872 году при Воспитательном доме была освящена церковь Марии Магдалины.
- Дом № 57 / Невский проспект, 18 — дом купца К. Б. Котомина (архитектор В. П. Стасов). В 1800—1840-е годы здесь помещалась кондитерская Вольфа и Беранже, в которую перед самой дуэлью заезжал А. С. Пушкин.

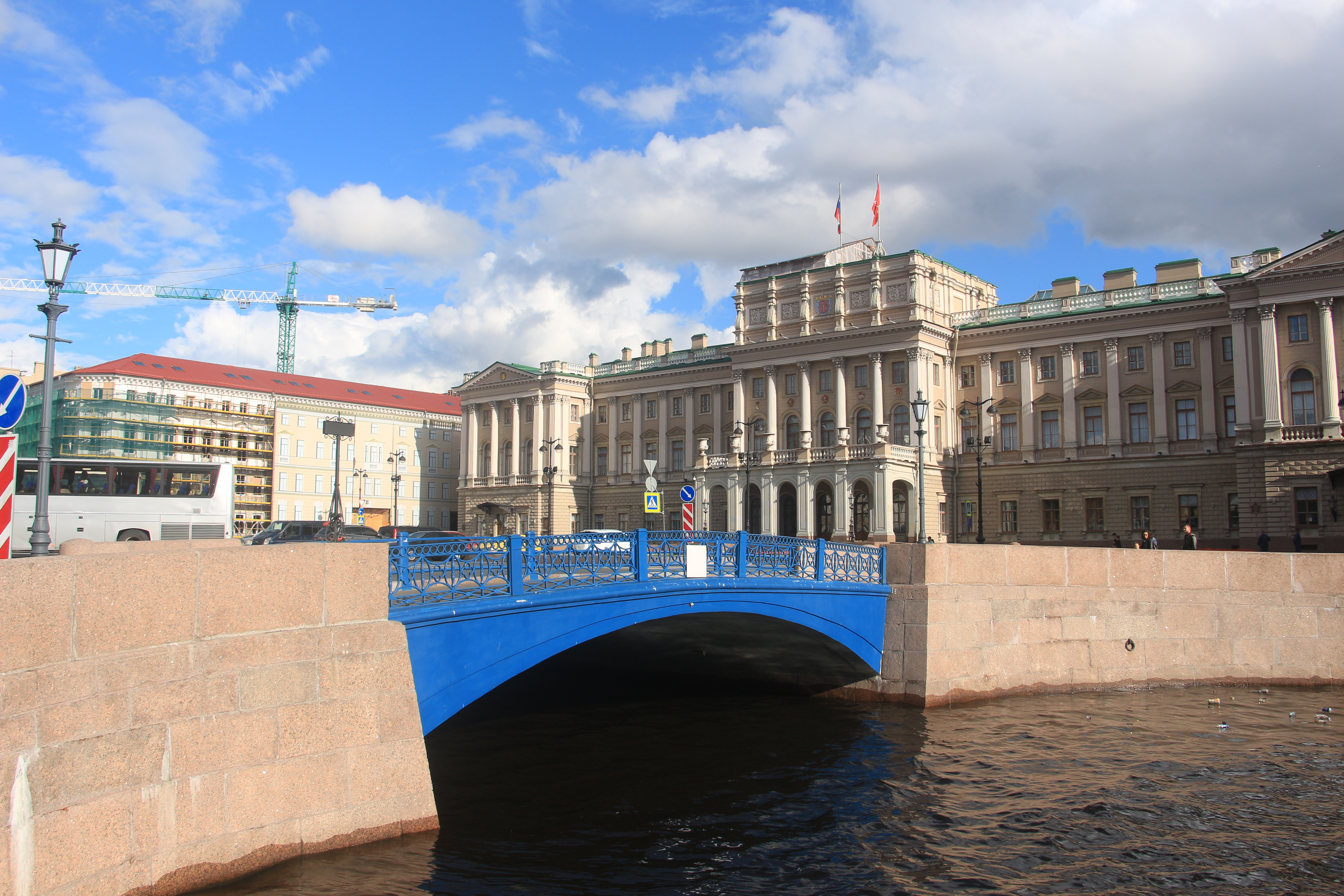
Вид с Мойки на Синий мост и Мариинский дворец

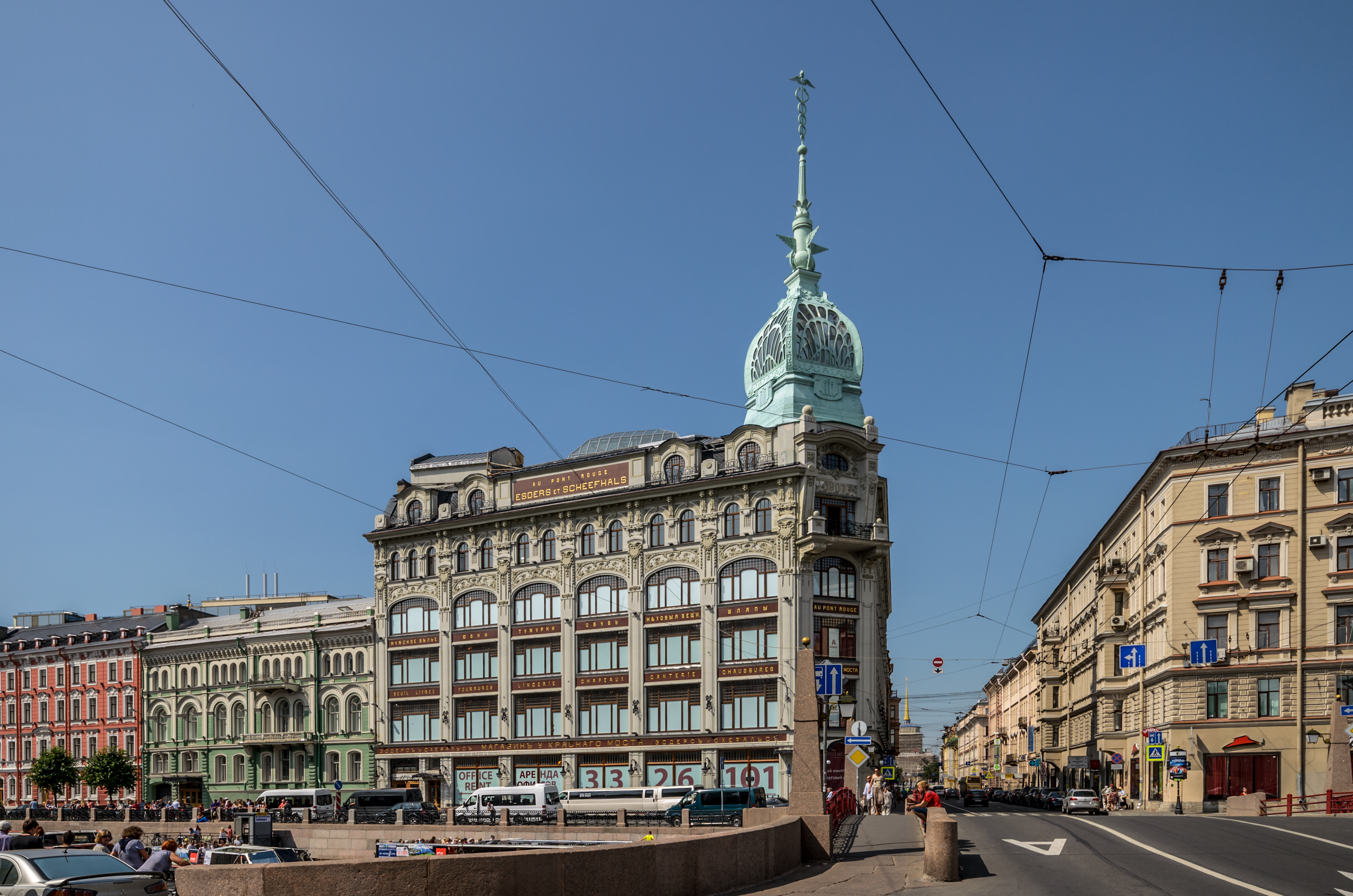
Здание торгового дома «Эсдерс и Схейфальс»

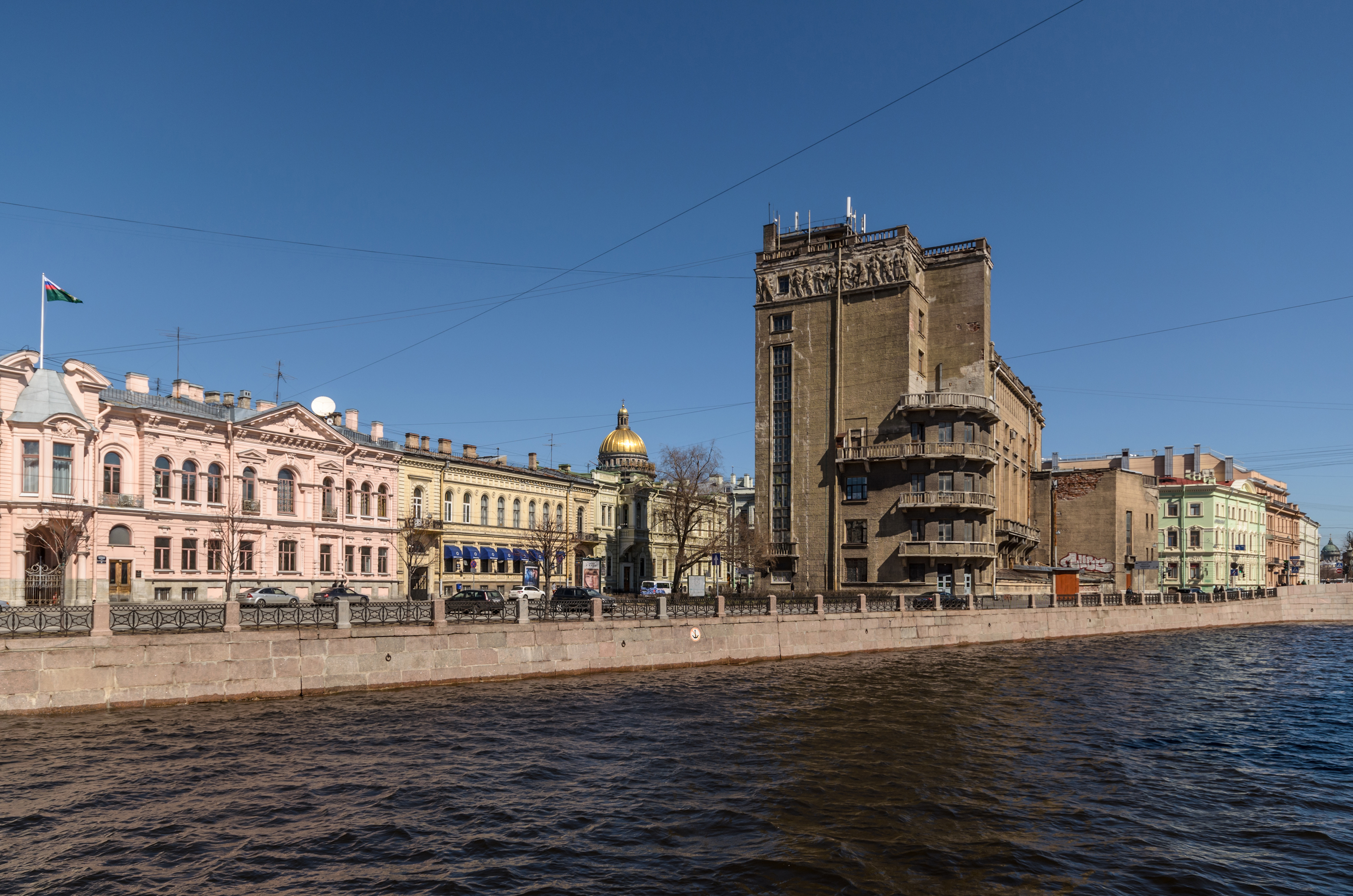
Дворец культуры работников связи на Мойке, угол с Большой Морской улицей

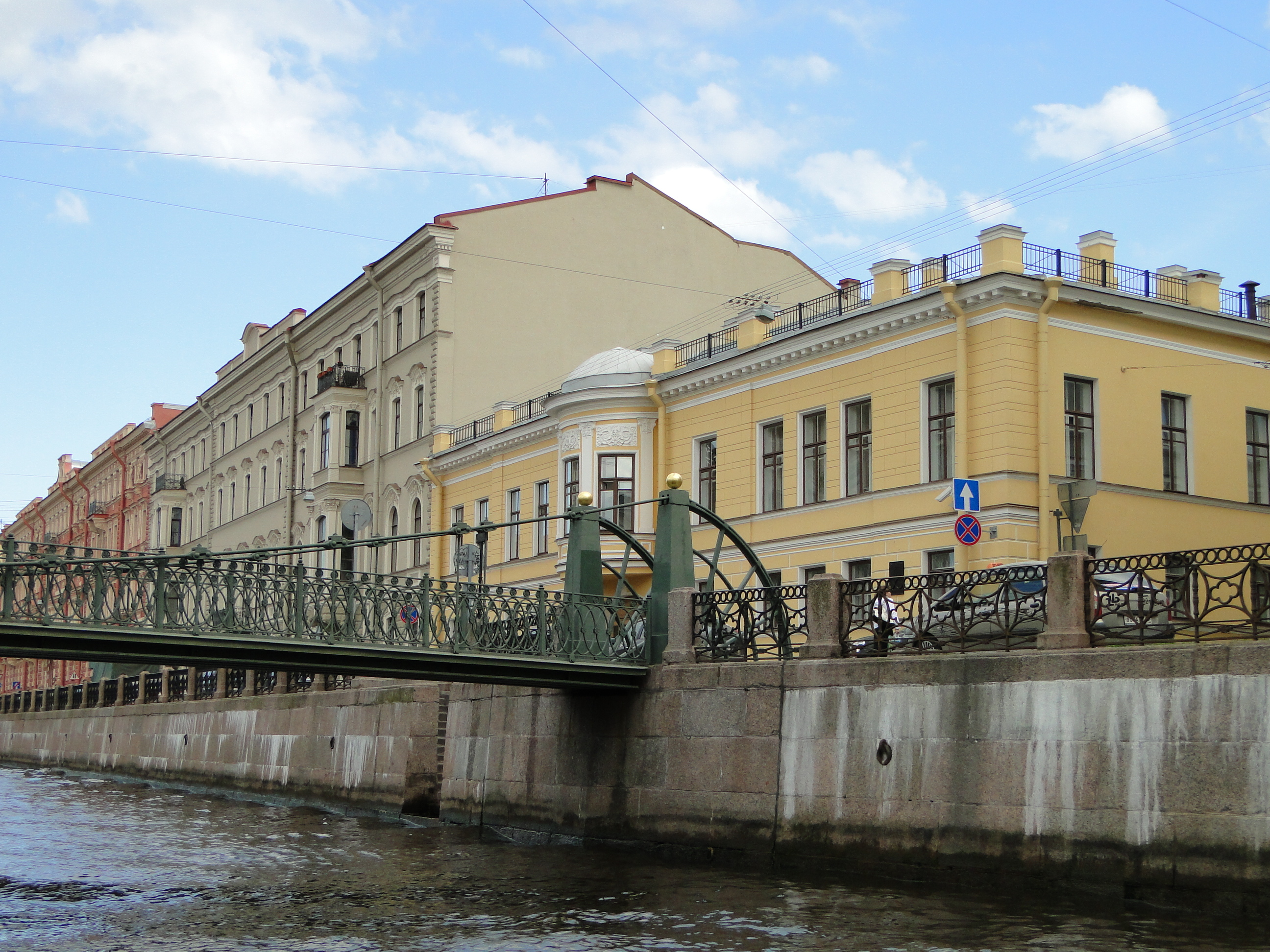
Дом О. Монферрана у Почтамтского моста

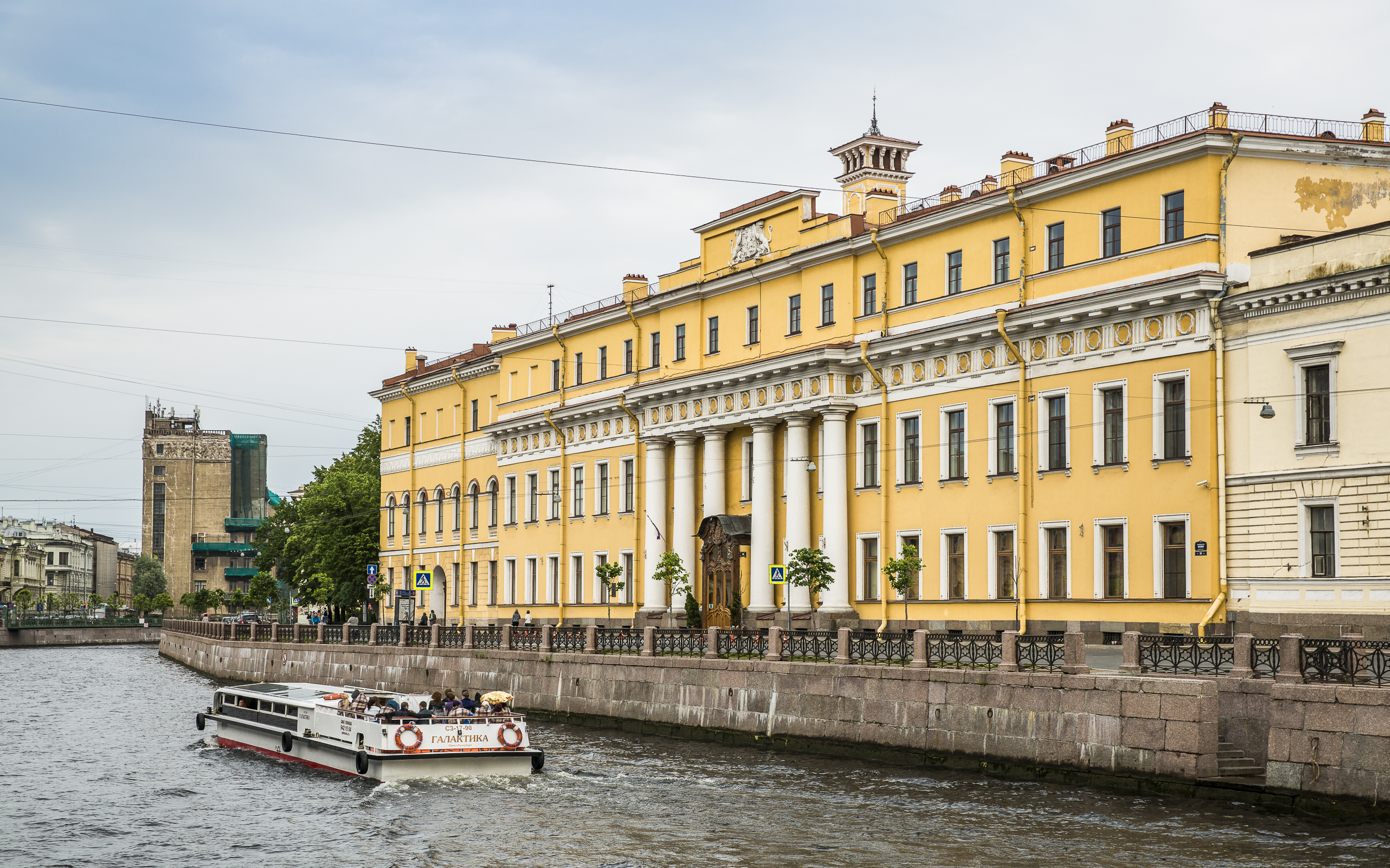
Вид на Юсуповский дворец

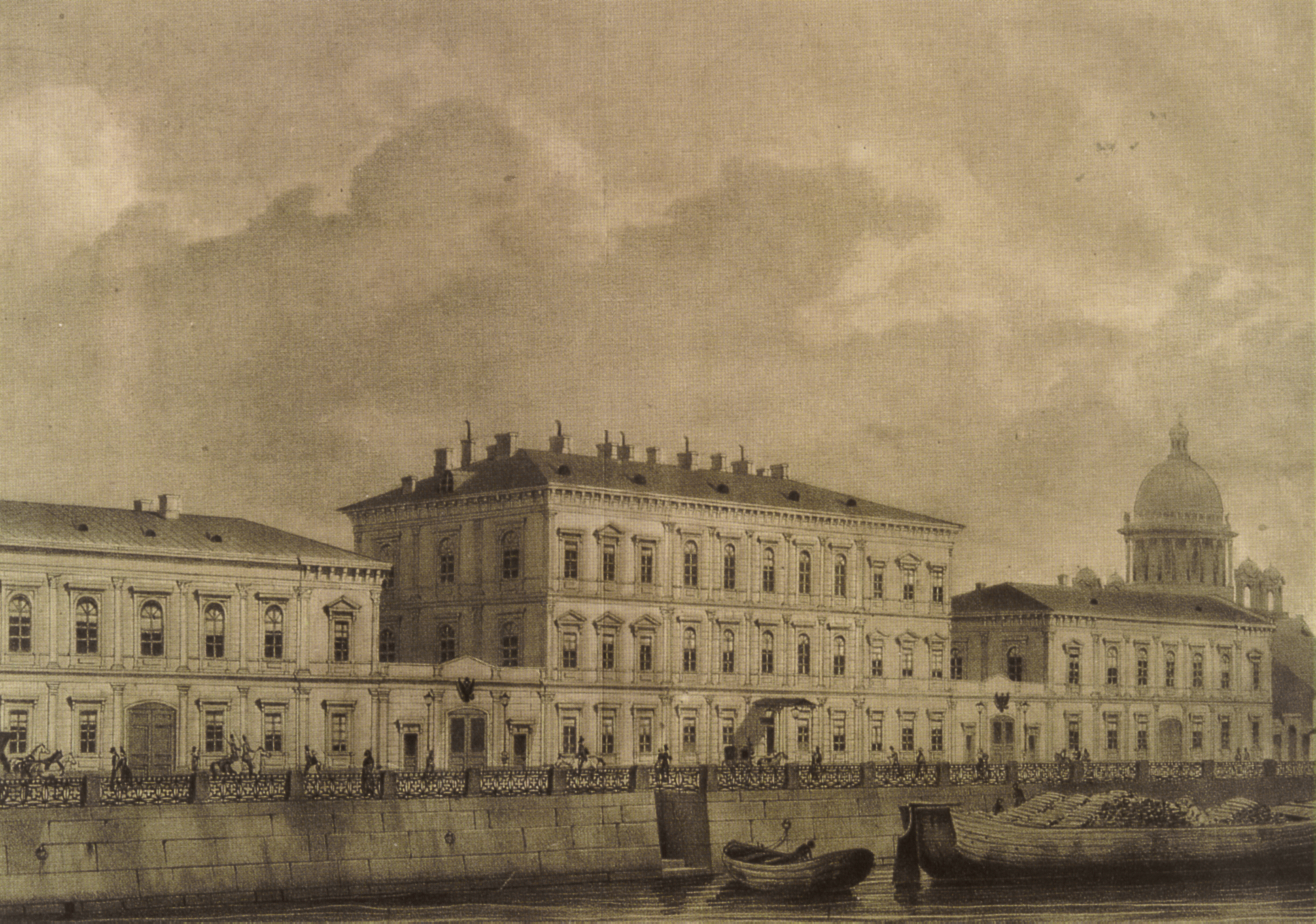
Дом М. В. Ломоносова на Мойке. Литография Виктора по рисунку Л. О. Премацци, XIX век

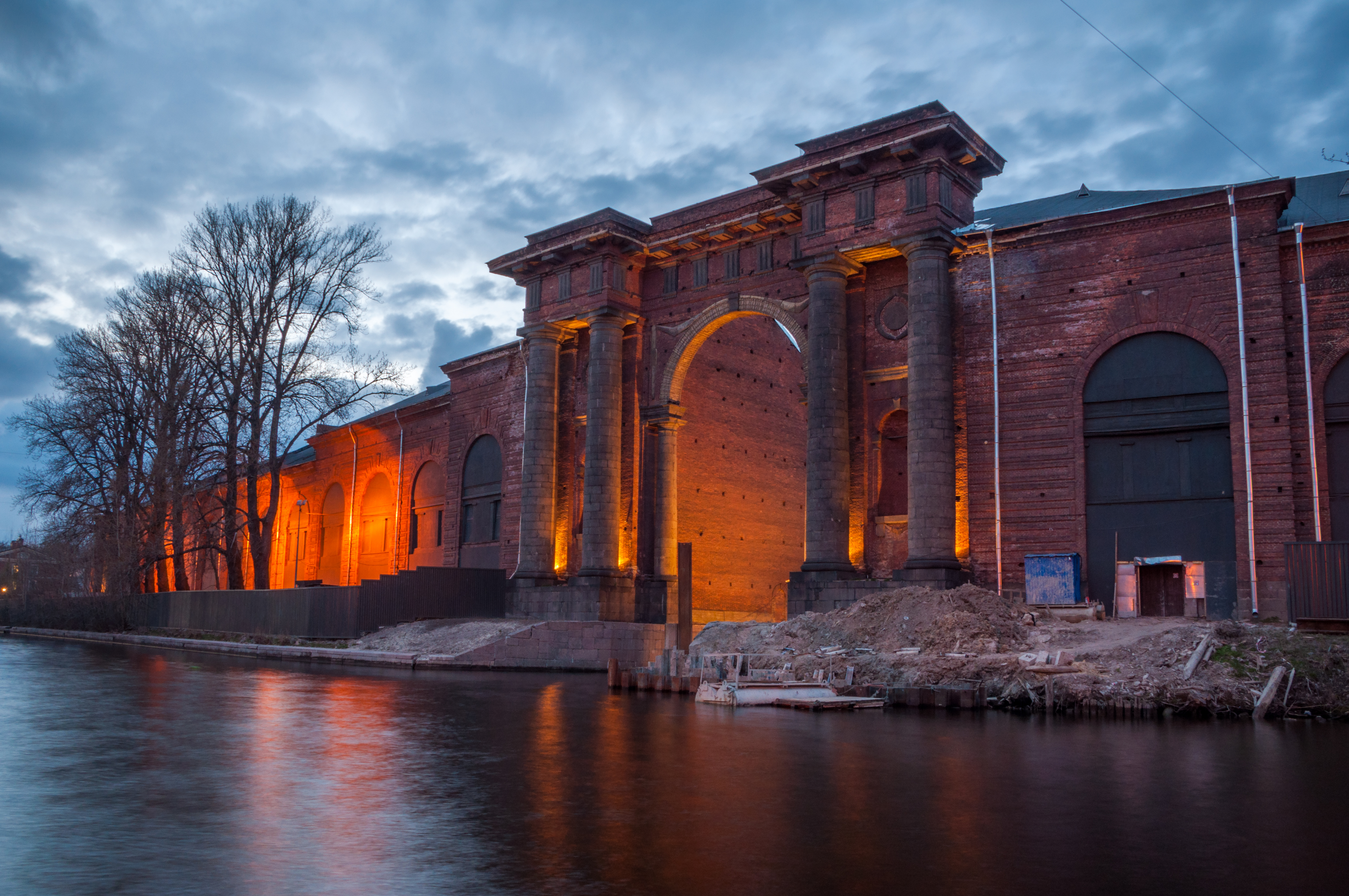
Арка Новой Голландии

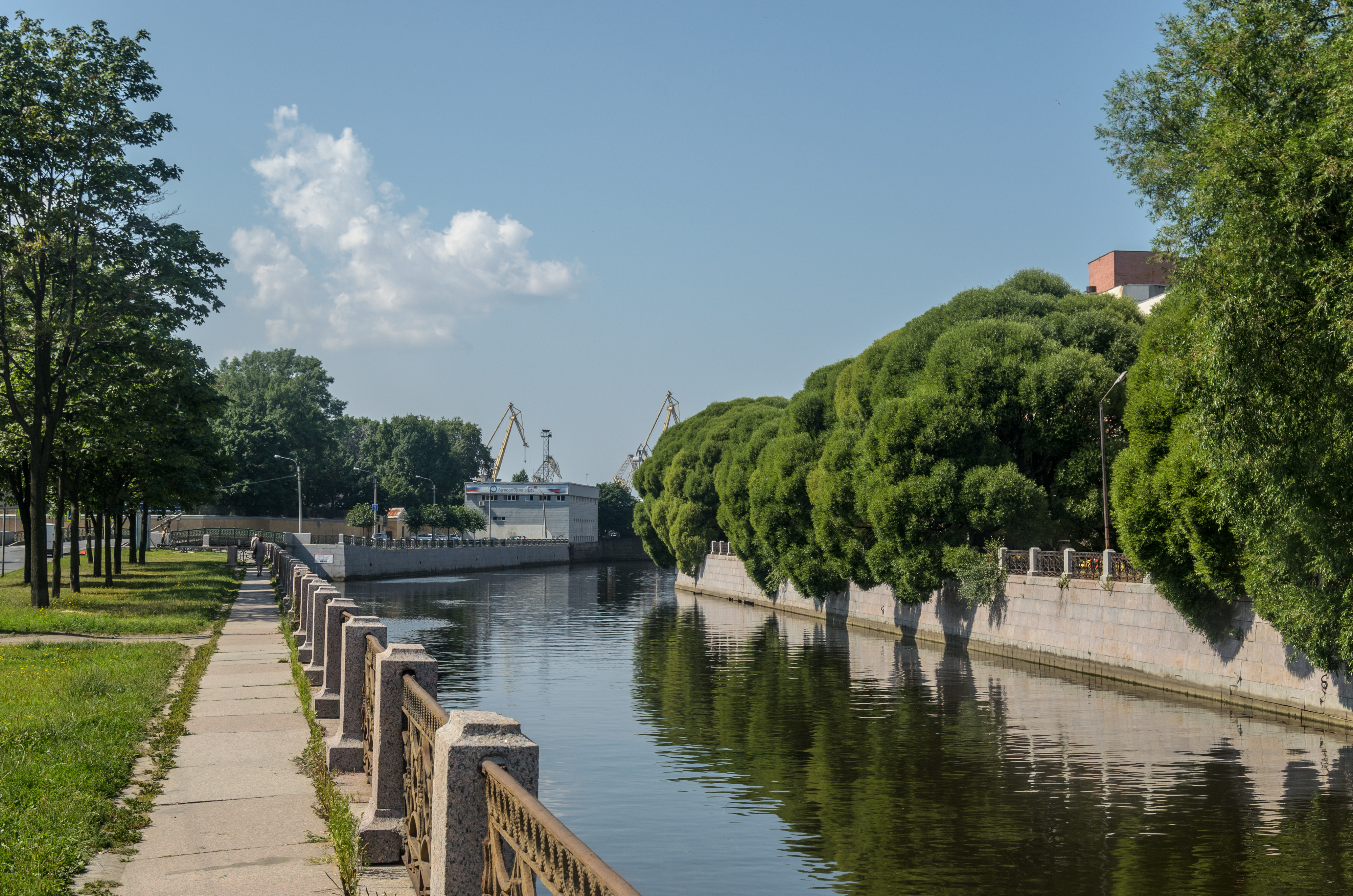
Набережная Мойки возле Адмиралтейских верфей

- Дом № 58 — доходный дом А. Жуэна. Построен в 1913—1914 годы, архитектор Р. Ф. Мельцер.  7831186000. В здании до революции располагались гостиница «Россия» и ресторан «Контан».
- Дом № 59 / Невский проспект, 15 — напротив дома Котомина, через Невский проспект находился дом Чичерина (кинотеатр «Баррикада») — памятник архитектуры федерального значения. Расположенный в этом здании в советское время кинотеатр не прекращал работу в годы блокады. Осенью 2006 года было объявлено, что здание подлежит реконструкции. Оно было отгорожено забором и полностью закрыто щитами. В июне 2007 года стало известно, что часть памятника уничтожена (внутренние флигели и кладка по лицевым корпусам, а также уникальные интерьеры)[6][7][8].
- Дом № 60 — бывшее здание гостиницы Н. И. Соболева «Россия». Архитектор Н. П. Басин, 1871—1872.
- Дом № 61 — Санкт-Петербургский Государственный университет телекоммуникации имени Бонч-Бруевича.
- Дом № 62 / переулок Гривцова, 2 — доходный дом Липина  памятник архитектуры. Построен в XVIII веке (архитектор не установлен), перестраивался в 1863 году Э. К. Гернетом.
- Мариинский дворец, Исаакиевская площадь.
- Дом № 64 / переулок Гривцова, 1 — доходный дом К. Б. Корпуса. 1879—1880. Архитектор А. Р. Гешвенд.  7810049000
- Дом № 71 / Гороховая улица, 16 — доходный дом К. Б. Корпуса. 1876—1878. Включён существовавший дом. Архитектор А. Р. Гешвенд.
- Дом № 72 — дом Русско-американской компании, позже здание ломбарда (архитектор Г. В. Барановский). Здесь в 1820-х гг. жили декабристы А. А. Бестужев-Марлинский и К. Ф. Рылеев.  7810050000
- Дом № 73 / Гороховая улица — здание торгового дома «Эсдерс и Схейфальс». Построено в 1906—1907 годах в стиле модерн, архитекторы — В. А. Липский и К. Н. де Рошефор. В советский период в здании располагалась швейная фабрика имени М. М. Володарского. В настоящее время здание отреставрировано (восстановлена эффектная башня) и снова отдано под торговые помещения.
- На углу Мойки и Большой Морской — Дворец культуры работников связи, ранее — здание Немецкой реформатской церкви (1862—1865) — архитектор Г. Э. Боссе; в 1872—1874 перестроено архитектором К. К. Рахау; 1932—1940 — полная реконструкция в стиле конструктивизма — архитекторы П. М. Гринберг и Г. С. Райц; скульпторы С. В. Аверкиев, В. П. Николаев[9] и Г. А. Шульц[10]. 7802443000
- Дома № 80-82 — два дома, объединённые единым фасадом. Во дворе дома расположены исторические Воронинские (Фонарные) бани.  7831195000
- Дом № 84 (пер. Пирогова, 15) — дом Касаткина-Ростовского, 1 четверть XIX в., 1837—1839 гг., архитектор А. Х. Пель, 1869—1870 гг., архитектор Н. Л. Бенуа. 7831193000
- Дома № 86—88 — дом О. Монферрана (Я. В. Ратькова-Рожнова), является объектом культурного наследия, включённым в единый государственный реестр объектов культурного наследия (памятников истории и культуры) народов Российской Федерации с рег. № 781510244380006[11]. 7810051000
- Дом № 90  — дом А. М. Голицына (И. Г. Чернышева, графа А. П. Шувалова). Памятник строгого (безордерного) классицизма. Построен в 1790—1816 гг. Архитекторы: 1834 — арх. А. И. Буржуа, 1842 — арх. А. М. Камуцци, 1895 — арх. С. П. Кондратьев. В начале XX века здание было расширено. С середины 1890 х гг. в особняке жил начальник Военно-походной канцелярии, генерал-майор князь В. Н. Орлов. С 1906 г. он выкупил особняк в собственность. Последней владелицей дома была княгиня Ольга Константиновна Орлова. Здесь, в 1909—1911 гг. в этом доме, она позировала В. А. Серову для своего портрета. 7802444000
- Дом № 94 — Юсуповский дворец (Ж.-Б. Валлен-Деламот, позже — А. А. Михайлов 2-й). 7810052000 В 1881 году архитектор А. Д. Шиллинг построил при дворце Покровскую церковь (не сохранилась).
- Дом № 96 — В этом здании до декабря 1917 года располагалась Александровская военно-юридическая академия. В советское время в здании размещалось Ленинградское высшее ордена Ленина Краснознаменное командное училище железнодорожных войск и военных сообщений имени М. В. Фрунзе. После — Санкт-Петербургская академия Следственного комитета Российской Федерации.
- Дом № 104 — доходный дом, перестроен в 1842—1849 годах по проекту архитектора Н. П. Гребенки, инженер-капитана Р. И. Трувеллера и архитектора Р. Б. Бернгарда. Связан с именами Н. А. Демидова, крупного промышленника и мецената, и А. И. Мусина-Пушкина, обер-прокурора Святейшего синода и президента Академии художеств (1794—1799). Именно здесь хранилась его коллекция, в том числе знаменитое «Слово о полку Игореве». В доме проживали профессор В. М. Тарновский (1837—1906), основатель российской научной школы венерологии; академик В. В. Соболев (1915—1999), Герой Социалистического Труда, создатель ленинградской школы астрофизики; ректор ЛГУ академик К. Я. Кондратьев, физик-теоретик Ю. В. Новожилов. См. подробнее: Мойка, 104, Дом А. И. Мусина-Пушкина. Флигель здания, сохранивший декор 1-й половины XVIII века, был включён в состав дома при перестройке 1840-х годов. В 2001 году здание было исключено из списка объектов культурного наследия России; в марте 2017 года комиссия КГИОП отказалась вновь включить его в список выявленных объектов культурного наследия.
- Дом № 106 — дворец великой княгини Ксении Александровны. Дворец Ксении Александровны построил в 1857—1859 годах Монигетти И. А. для М. В. Воронцовой. В 1894 году дворец купил Император Александр III к браку своей дочери Ксении с великим князем Александром Михайловичем, сыном Михаила Николаевича, внуком Николая I. Отделка части интерьеров была осуществлена в 1895 году по проекту Н. В. Султанова, однако они не сохранились. В 1923 году здание передали Институту им. П. Ф. Лесгафта. 7810057000
- Дом № 108 — Демидовский дом призрения трудящихся, построен на основе здания середины XVIII в., неоднократно перестраивался. Над зданием в разные годы работали Иероним Корсини, Георгий Винтергальтер
- Дома № 112 и 114 / улица Писарева, 2 — доходный дом и особняк В. А. Шрётера (1897—1899). 7831200000
- Архитектурный ансамбль Новой Голландии (на Мойку выходит знаменитая арка Новой Голландии).
- Дом № 120 — усадьба Баташовых, 1791 г.[12][13]  7802449000
- Дом № 122 — дворец великого князя Алексея Александровича (1882—1885 годы, архитектор М. Е. Месмахер). В здание включён построенный в 1844 году особняк А. И. Сабурова (архитектор Д. Е. Ефимов).
- Дом № 124 / Английский проспект, 1 — жилой дом служащих Нового Адмиралтейства. А. И. Дмитриев, 1908—1909.
- Дом № 126 — Психиатрическая больница св. Николая Чудотворца с 1872 года, в бывшем здании Исправительного Заведения и Смирительного Дома, построенном в 1840 году (архитектор Л. И. Шарлемань).

Инженерный замок имеет адрес по набережной дом 2, а Новая Голландия — дом 103, хотя на обоих участках набережной как таковой нет и никогда не было.